# Tricloruro di uranio
Il tricloruro di uranio è un composto chimico di formula UCl3.
Quest'ultimo essendo un composto dell'uranio è inevitabilmente altamente tossico e radioattivo con un conseguente pericolo per l'uomo e l'ambiente.